# Pusheen
Pusheen es un webcómic sobre la vida cotidiana de una gata del mismo nombre, el cual ha alcanzado gran reconocimiento y popularidad. Pusheen se ha viralizado en Internet, volviéndose pegatina de Facebook y Telegram.
Pusheen fue creado en 2010 por Claire Belton y Andrew Duff para un cómic en su sitio web, Everyday Cute. Su nombre proviene de la palabra irlandesa puisín, la cual significa "gatito" en irlandés.

## Historia
Pusheen apareció por primera vez el 28 de mayo de 2010 en el cómic Pusheen Things en el sitio web de Claire Belton y  Andrew Duff, Everyday Cute; esta serie original de tiras cómicas incluía personajes inspirados en los mismos Belton y Duff, así como en su perra Carm (abreviatura de "Carmen") y en Pusheen, una gata gris atigrada como la gata que Belton, en su juventud, adoptó en un refugio y que ahora vive con sus padres en Oregón.
En 2011, Belton y Duff lanzaron un sitio dedicado a Pusheen. En 2013, Belton publicó el libro I Am Pusheen The Cat, una colección de historietas Pusheen; posteriormente, en el año 2021, publicó una secuela llamada The Many Lives of Pusheen the Cat.
Pusheen ha llegado a ser muy conocido por aparecer en paquetes de stickers en Facebook. En un artículo para PC Magazine sobre emoji y unicode, Sascha Segan se refirió a Pusheen como el "emoji patentado" de Facebook.

## Descripción
Pusheen es una gata de color gris con franjas sobre su lomo y cabeza, cuerpo redondo y pequeñas patas. Es descrita en sus historietas como sociable y alegre, amante de su familia y abierta a practicar múltiples actividades al aire libre, en internet y en el hogar, aunque también disfruta de holgazanear y comer.
Su familia está compuesta por sus padres, que tienen un aspecto y patrones similares a ella pero en diferentes colores. Su hermana menor es una pequeña gata gris de pelaje esponjoso llamada Stormy quien ve a Pusheen como un ejemplo a imitar.
Ya avanzada la historieta fue presentado Pip, hermano menor de ambas y el único hijo varón de la familia, un pequeño gato negro de pelaje largo, desordenado y muy dado a las travesuras, aunque querido por sus hermanas.

## Personajes
- Pusheen: Protagonista de la historieta, una gata atigrada de color gris con franjas más oscuras sobre su lomo, cabeza y cola, cuerpo redondo y pequeñas patas. Según su ficha en la página web nació el 18 de febrero; de personalidad dulce, curiosa, perezosa y regordeta que disfruta tener aventuras. Sus pasatiempos incluyen bloguear, comer bocadillos y tomar siestas.[11]

- Stormy: Hermana menor de Pusheen y segunda hija de la familia, una gatita de pelaje gris y rizado casi de la mitad de la estatura de su hermana y más delgada. Su cumpleaños es el 24 de octubre. Sus pasatiempos incluyen aventuras, actividades intelectuales y aseo personal. Es la mejor amiga de Pusheen a quien ve como su ídolo, además hace todo lo posible por ser un modelo a seguir para Pip.[12]

- Pip: Hermano pequeño de Pusheen y Stormy, nació ya avanzado el webcomic. Es más bajo que Stormy y su pelaje es negro y largo. Es aventurero, audaz y con frecuencia causa problemas ya que le gusta hacer travesuras y muchas veces acaba rompiendo cosas. Su pasatiempo favorito es seguir a sus hermanas mayores, copiarlas, hacerles preguntas y deslizar sus patas debajo de cualquier puerta que las separe de él. Quiere ser un lobo cuando crezca. Su cumpleaños es el 24 de junio.[13]

- Sunflower: Es la madre de Pusheen;[14] es una gata blanca con largas pestañas, su aspecto es similar a Pusheen pero de mayor estatura y pelaje blanco.[15]

- Biscuit: Es el padre de Pusheen,[14] un gato marrón de aspecto es similar a Pusheen pero de mayor estatura y con un grueso mostacho, según se ha visto en las ilustraciones de la página maneja un convertible[16] y le gusta la pesca.[17]

- Sloth: Un perezoso y uno de los amigos más cercanos de Pusheen. Su cumpleaños es el 8 de agosto y asegura que su mejor rasgo es su rostro atractivo. Sloth es descrito como alguien pensativo y tranquilo que se toma las cosas con calma así que disfruta holgazanear con Pusheen. Sus pasatiempos incluyen el yoga y mirar por la ventana. Aunque su expresión facial no varía mucho, sus amigos no tienen ningún problema para entenderlo y siempre está ahí para ellos.[18]

- Bo: Es una cata australiana de plumaje celeste y cabeza blanca. Bo sueña convertirse en una diseñadora de interiores y encontrar a su alma gemela. Sus pasatiempos incluyen decorar las casas de muñecas de moda de plástico y fantasear con historias románticas. Se enorgullece que sus patas son tan versátiles como un par de manos. Su cumpleaños es el 16 de marzo.[19]

- Cheek: Un pequeño hámster de pelaje amarillo y grandes mejillas rosadas. Le encanta cocinar y su pasatiempo favorito es hornear repostería para sus amigos, aunque un gag recurrente es que no comprende que la diferencia de tamaño entre él y sus amigos hace sus platillos demasiado pequeños para saborearlos y nadie se anima a explicarle esto. Su cumpleaños es el 10 de mayo.[20]

## Personificaciones
Aunque Pusheen se considera siempre el mismo personaje existen diferentes caracterizaciones de ella:
- Pugsheen: Es una versión de Pusheen de un universo paralelo donde es un pug de pelaje amarillo con hocico y orejas marrones.[21] Su segunda hermana es una poodle marrón llamada Sunny y su hermano menor es un pequeño terrier negro llamado Pup; ambos son los sosías de Stormy y Pip respectivamente.[22]

- Pusheenosaurus: También llamados Dinosheens, son una representación de Pusheen en diversas razas de dinosaurios.[23]

- Pusheenicorn: Uno de las más reconocidas y populares personificaciones de Pusheen. Posee un cuerno de unicornio y una crin y cola equina de pelaje multicolor.[24]

- Pastel Pusheen: Un trío de gatas Pusheen alienígenas con pelajes en colores pasteles y una mancha con forma de corazón sobre sus cuartos traseros.[25] Suelen viajar en un platillo volador y provienen de un planeta llamado Koo-Kee, donde los paisajes parecieran estar hechos de repostería.[26]

- Super Pusheenicorn: Una versión más radical de Pusheenicorn, a diferencia de su versión anterior posee un par de alas blancas, mientras que su crin y cola son rosadas, su pelaje es blanco con una mancha con forma de luna creciente sobre sus cuartos traseros. Posee una magia más poderosa que Pusheenicorn, pudiendo incluso viajar por el espacio.[27]

- Dragonsheen: Encarnación de Pusheen como un pequeño dragón de cuerpo verde, cola rematada en punta de flecha, alas membranosas y un pequeño par de cuernos entre sus orejas; vive en una montaña, puede escupir fuego y duerme sobre una pila de tesoros.[28] Ocasionalmente también son vistos en versiones dragón de Stormy y Pip.[29]

## Impacto
Pusheen es un ejemplo de la popularidad de los gatos en Internet. Una exposición en el Museum of the Moving Image (Museo de la Imagen en Movimiento) de la Ciudad de Nueva York examinó el fenómeno, destacando a Pusheen junto a otros gatos famosos como Grumpy Cat y Lil Bub.
La marca se ha expandido y ahora se puede encontrar muchos productos en venta con la imagen Pusheen. Para el año 2019 la página de Facebook de Pusheen mostraba más de 9,2 millones de seguidores. La marca posee productos que incluyen incluso una aplicación y se ha expandido más allá de Facebook, participando en múltiples plataformas de redes sociales como: Instagram, Pinterest o Twitter. También han aparecido muchas páginas de fanes dentro de plataformas y blogs dedicados a este cómic. Su popularidad incluso ha permitido a Pusheen Corp crear una expansión de su aplicación de stickers iniciada en Facebook. Dentro de cada cuenta de redes sociales que es propiedad oficial de los creadores de Pusheen, el gato ha ganado más de un millón de seguidores y contando. Debido a este aumento de popularidad, la empresa ha comenzado a publicar GIF de historias animadas en su sitio web semanalmente.

## Pusheen Corporation
En 2010 se fundó Pusheen Corp., una compañía con sede en Illinois dedicada a desarrollar y comerciar contenido y productos de Pusheen, a través de más de un centenar de subsidiarias a nivel mundial. En abril de 2017, Pusheen Corporation adquirió oficinas en los suburbios de Park Ridges, Chicago, las que se utilizan como espacio de trabajo para artistas y fotógrafos.
Hoy en día, la marca Pusheen es un fenómeno global en expansión y con un creciente elenco de personajes, que se traduce en diversos productos y temáticas para su mercadería disponible en más de 60 países.

### Comercialización
Pusheen Corp. comenzó a vender productos de Pusheen después de que la popularidad del personaje despegara en julio de 2010. Los primeros productos de Pusheen se vendieron en el sitio web Everyday Cute fueron un llavero y un collar. A partir de ahí el concepto se expandió; en 2014 Gund, una fábrica de peluches canadiense se convirtió en el fabricante de los peluches y las cajas sorpresa, lo que ayudó a que la marca despegara. Actualmente Pusheen Corp se ha asociado con muchas marcas para crear y vender mercancías en las tiendas, incluidos artículos específicos para minoristas, incluidos Hot Topic, Books-A-Million, Barnes & Noble, Claire's, Petco, Walmart, Target, FYE y Gund. 
Pusheen también posee una línea Funko Pop!, que consta de diversas figuras de vinilo. Pusheen Corp se expandió al sitio web anteriormente conocido como Hey Chickadee, que fue renombrado como The Pusheen Shop en abril de 2019. El sitio web presenta colecciones de mercadería dedicadas al gato de dibujos animados, que incluye juguetes de peluche, ropa, decoración del hogar y accesorios varios También está disponible una caja de suscripción trimestral, llamada Pusheen Box, llena de productos Pusheen.
En el año 2018 Kumoya, un restaurante singapurense de corte temático, realizó un convenio con Pusheen Corp. para utilizar al personaje como la siguiente temática de su establecimiento, el cual a partir de enero de 2019, y por varios meses, fue publicitado como "La primera cafetería Pusheen del mundo", donde tanto los decorados del lugar como los platillos ofrecidos poseían una estética inspirada en el personaje de Belton y Duff.
El 24 de agosto de 2021 Pusheen Corp. anunció oficialmente que se realizaría una colaboración con la empresa Sanrio para el lanzamiento de una línea de productos de edición limitada llamada "Hello Kitty x Pusheen", con temática combinada de ambos personajes. Los productos ofrecidos abarcaron desde  figuras coleccionables hasta ropa, pasando por artículos de papelería, cosméticos y muchos otros. El 3 de septiembre del mismo año se realizó el lanzamiento simultáneo a través de las páginas pusheen.com y sanrio.com así como también la en la tienda Hot Topic para Estados Unidos y Canadá; posteriormente también se comercializaron de forma minorista en las tiendas Claire's, FYE, Barnes & Noble e IT'SUGAR.
Anteriormente, en febrero del mismo año, Crypton Future Media había publicado en la cuenta de Twitter de su idol virtual Hatsune Miku una ilustración de ella acompañada de Pusheen como parte del proyecto "MikuWorldCollab", una iniciativa de colaboración mundial que muestre a Miku acompañada de personajes populares de artistas y organizaciones ajenos a Crypton Future Media; en la publicación señala la pronta salida de pegatinas y otros productos para Line. En marzo del año siguiente Pusheen Corp. anunció finalmente que ya se encontraba disponible un set de 24 pegatinas para Line además de diversos productos para la venta.
Entre el 14 y el 18 de julio de 2022 Pusheen realizó una colaboración con el videojuego Fall Guys presentando en la tienda del juego un Skin con forma de trajes con la apariencia de Pusheen y de Súper Pusheenicorn como una oferta especial con cuatro días de duración.